# I pilastri della Terra (gioco)
I pilastri della Terra (in tedesco Die Säulen der Erde) è un gioco da tavolo in stile tedesco di Michael Rieneck e Stefan Stadler pubblicato da Kosmos nel 2006 e distribuito in Italia da Giochi Uniti; l'edizione italiana è a cura di Stupor Mundi. Il gioco è ispirato al romanzo omonimo di Ken Follett.
Il gioco ha vinto nel 2007 il premio Deutscher Spiele Preis in Germania e il premio Juego del Año in Spagna.

## Regolamento
Ogni giocatore parte con tre carte artigiano, 12 lavoratori e 3 capomastri.
Il gioco è diviso in sei turni corrispondenti ai sei pezzi necessari per terminare la cattedrale. Ogni turno è diviso in tre fasi distinte:
- Nella I fase di gioco tutti i giocatori scelgono una carta risorsa e piazzano i corrispondenti lavoratori nei luoghi di produzione, c'è anche la possibilità di acquistare una carta artigiano pagandola in oro.
- Nella II fase vengono pescati i capimastri da un sacchetto, a seconda dell'ordine di estrazione il capomastro costerà più o meno. Il capomastro viene piazzato nelle diverse locazioni del tabellone e a seconda di dove viene messo fornisce determinati bonus.
- Nella III fase si svolgono le azioni indicate sul tabellone in cui sono stati posizionati dei capomastri e si ottengono i relativi bonus. Alla fine si contano anche i punti vittoria ottenuti combinando le risorse acquistate con le abilità delle carte artigiano.

Al termine dei sei turni di gioco il giocatore con più punti vittoria è il vincitore.

## Espansioni e seguiti
Per via del successo è stata pubblicata anche una espansione che consente di giocare anche in 5-6 giocatori e apporta delle leggere modifiche alle regole per diminuire la componente aleatoria fortunistica (in particolare durante la pesca dei capomastri) e aumentare quella strategica.
In seguito alla pubblicazione da parte dello scrittore del sequel Mondo senza fine è stato pubblicato dagli stessi autori anche il gioco omonimo.

## Premi e riconoscimenti
- 2007
  - Deutscher Spiele Preis: vincitore;
  - Juego del Año: Vincitore;
  - Spiel des Jahres: gioco raccomandato[1];
- 2008
  - As d'Or: gioco nominato;